# Reich von Reichenstein

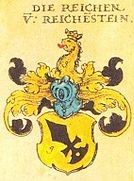
Wappen der Reich von Reichenstein

Die Reich von Reichenstein waren ein Rittergeschlecht, das erstmals 1166/79 mit Rudolf Dives erwähnt wird. Der Besitz der Familie lag im Baselbiet, Sundgau und südlichen Schwarzwald und bestand aus Lehen der Herzöge von Österreich, des Bischofs von Basel und der Markgrafen von Baden.

## Geschichte

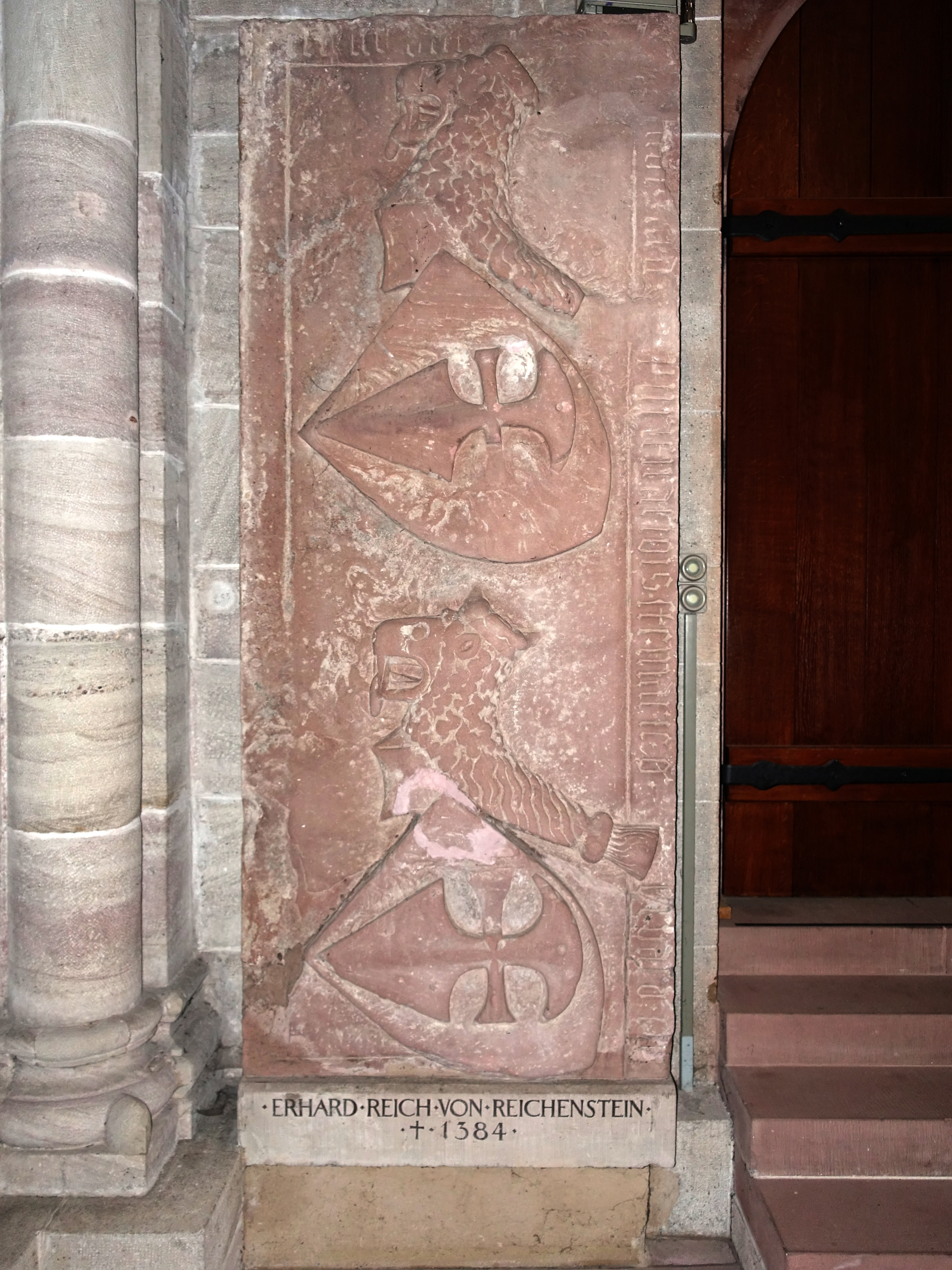
Epitaph im Basler Münster

Das Geschlecht stand im Dienste der Bischöfe von Basel, bekleidete ab dem Beginn des 13. Jahrhunderts das Amt des Kämmerers und bekam um 1250 die Burg Reichenstein bei Arlesheim vom Bischof von Basel als Lehen. Die Reich von Reichenstein waren vom 13. bis Mitte des 15. Jahrhunderts im Rat der Stadt Basel vertreten, stellten sechs Bürgermeister von Basel, einen Bischof von Basel sowie einen Rektor der Universität Basel. Seit dem 15. Jahrhundert traten die Familienmitglieder zunehmend in den Dienst der Habsburger und der Markgrafen von Hachberg und Baden. Der Besitz der Familie lag im Baselbiet, Sundgau und südlichen Schwarzwald und bestand aus Lehen der Herzöge von Österreich, des Bischofs von Basel und der Markgrafen von Baden. Dazu gehörten Brombach im Wiesental mit dem Brombacher Schloss, Buschweiler im Elsass, Inzlingen mit dem Inzlinger Wasserschloss und Burg Reichenstein mit Arlesheim. Gegen Ende des 15. Jahrhunderts erwarben sie die Herrschaft Landskron im Elsass, 1457 die Pfandschaft Thann sowie 1503/04 die Pfandschaft Pfirt. Die Reich von Reichenstein blieben auch nach der Reformationszeit katholisch und zogen sich auf ihre Güter im Schwarzwald und Sundgau zurück. 1773 erhielten sie vom französischen König den Titel eines Freiherrn. Von den von Reichensteins soll der Spruch herstammen: Hans Reich von Reichenstein heiß ich – steinreich bin ich – das weiß ich.

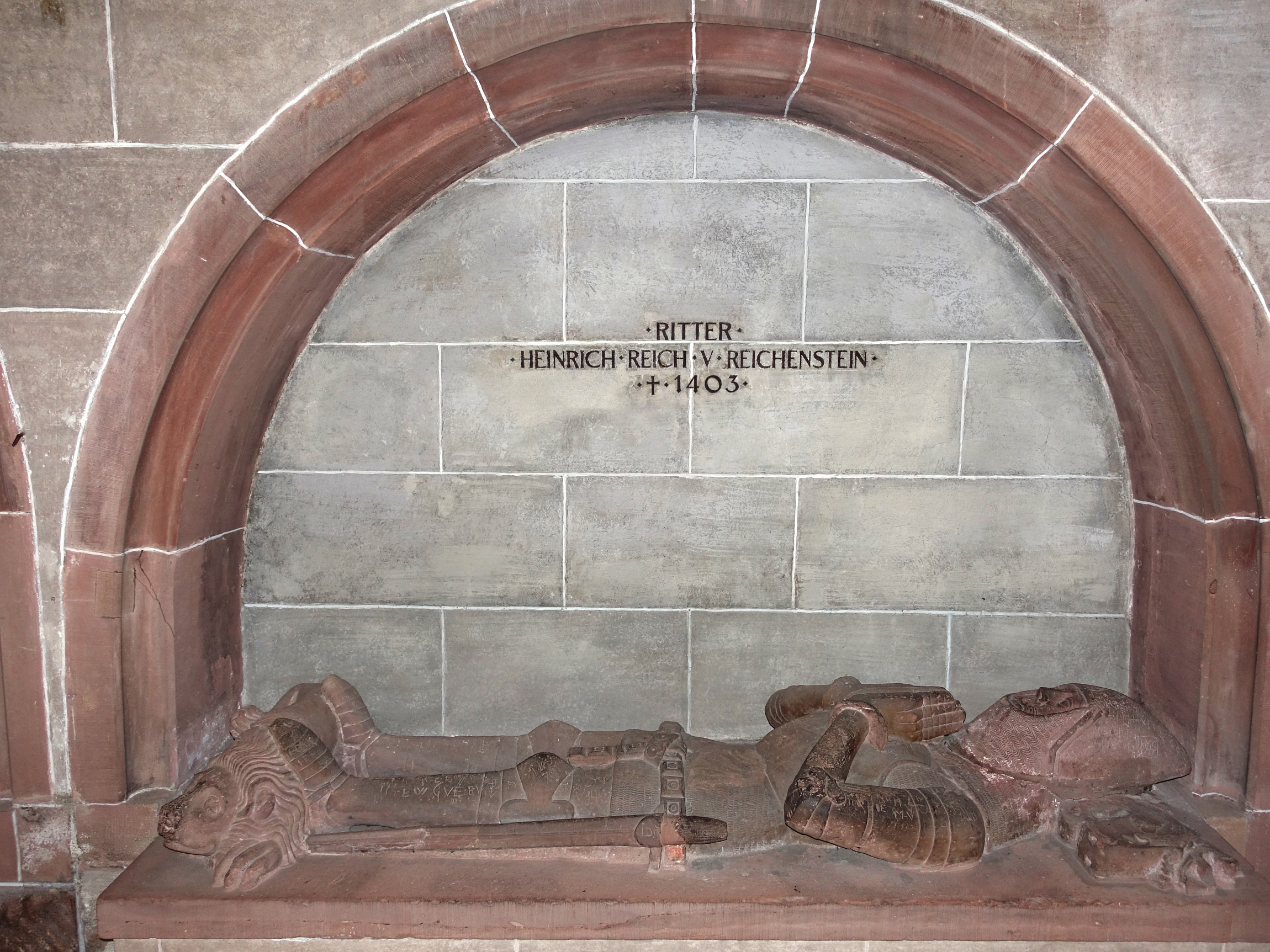
Heinrich Reich von Reichenstein. Figurengrabmal im Basler Münster

## Wappen
„In Gold eine schräge schwarze Saufeder. Auf dem Helm ein gekrönter goldener Löwenrumpf.“ Als Variante auch ein wachsender schwarzer goldgeflügelter Löwe.

Wappen der Gemeinde Inzlingen mit der Saufeder der Reich von Reichenstein

## Familienmitglieder
- Peter Reich von Reichenstein († 1296), von 1286 bis 1296 Bischof von Basel
- Ursula Reich von Reichenstein, Fürstäbtissin der Abtei Andlau 1609 (?)–1638.[2]